# Klarissenkloster
Ein Klarissenkloster (Clarissenkloster) ist ein Kloster des Frauenordens der Klarissen (Zweiter Orden des hl. Franziskus, Seraphischer Orden, OSC), mit seinen verschiedenen Richtungen (Observanzen).
Die Klarissen leben als Mitglieder eines Franziskanischen Ordens in Armut und meist in strenger Klausur. Reformrichtungen sind die Alcantarinnen (Barfüßer, OSCDisc), Colettinnen (Arme Schwestern; Klarissen der hl. Colette, OSCCol) und Klarissen-Kapuzinerinnen (OSCCap), die Urbanistinnen (OSCUrb) betreiben auch Schulen und Pensionate.
Klarissenklöster sind immer eigenständig organisiert und von einer Äbtissin geleitet, bilden aber zahlreiche Kooperationen. Insgesamt gibt es weltweit etwa 750 Klarissenklöster, mit rund 16.000 Schwestern (2003: 13.450 Klarissen, 2.250 Kapuzinerklarissen) in über 76 Ländern.

## Bestehende Klarissenklöster

### Argentinien
Argentinien
- Monasterio de Santa Clara, Puan, Puan, Buenos Aires: Comunidad Contemplativa de Hermanas Clarisas (Hermanas Pobres); gegr. Ende 1980er; Erzdiözese Bahía Blanca

### Deutschland
Deutschland: 19 Klöster, Orte A–Z
- Klarissenkloster Bad Neuenahr im Ahrtal: gegr. 1920; Föderation Caritas Pirckheimer[3]
- Kloster St. Clara, Balsbach/Odenwald: Klarissen-Kapuzinerinnen OSCCap; gegr. 1949[4]
- Kloster der Klarissen von der Ewigen Anbetung Bautzen; Klarissen von der Ewigen Anbetung OSC; gegr. 1925 (aus Wien); Klosterkirche St. Clara/Anbetungskirche[5], 2024 aufgelöst[6]
- Klarissenkloster Berlin:
- Kloster Trösterin der Betrübten und Zuflucht der Sünder, Braunsrath, Waldfeucht, Heinsberg: gegr. 1985 (vorher in Senden seit 1978); Föderation Caritas Pirckheimer; Bistum Aachen; Wallfahrtskapelle Maria Lind; ehem. Kapuzinerkloster (bis 1982)[7]
- Klarissenkloster St. Klara in Dingolfing: seit 1975, in der Nachfolge des Klarissenklosters Regensburg
- Klarissenkloster Kevelaer:  gegr. 1892 (Marienwallfahrtsstätte seit 1642); Föderation Caritas Pirckheimer; Kapelle Trösterin der Betrübten[8]
- Kloster Bethlehem, Koblenz-Pfaffendorf: Klarissen-Kapuzinerinnen von der Ewigen Anbetung OSCCap; gegr. 1904[9]
- Klarissenkloster Liblar: seit 1950
- Kloster Maria Hilf, Mainz: Klarissen-Kapuzinerinnen von der Ewigen Anbetung OSCCap; gegr. 1860[10]
- Klarissenkloster Münster: Konvent am Dom, gegr. 1973; Föderation Caritas Pirckheimer[11]
- Klarissenkonvent Salzkotten, gegr. 2014 (Nonnen aus dem eh. Klarissenkloster Paderborn, gegr. 1926); Föderation Caritas Pirckheimer
- Kloster St. Sebastian Rosenheim: Klarissen-Kapuzinerinnen von der Ewigen Anbetung OSCCap seit 1986
- Kloster St. Klara, Senden: Klarissen-Kapuzinerinnen OSCCap, gegr. 1952[12] (1978–1985 auch Klarissen, dann Übersiedlung nach Braunsrath/Maria Lind) seit 1985
- Klarissenkloster Ziemetshausen: seit 1973

weitere Niederlassungen:
- Schwestern der Hl. Klara aus Bregenz, Österr.: Isny im Allgäu, Baden-Württemberg; Kirchhaslach, Unterallgäu; Saarbrücken[13] seit 2003 in Saarbrücken

### Dominikanische Republik
Dominikanische Republik
- Convento de Santa Clara. Santo Domingo [de Guzmán], Distrito Nacional: Kirche Santa Clara[14]

### Frankreich
Frankreich;
- Klarissenkloster Montbrison
- Klarissenkloster Nizza

### Italien
Italien; Orte A–Z
- Monastero Santa Croce delle Clarisse Cappuccine Tedesche, Assisi: Klarissen-Kapuzinerinnen OSCCap, gegr. 1723[15]
- Klarissenkloster St. Elisabeth Brixen, Südtirol: gegr. vor 1235, erstes Klarissenkloster im Deutschsprachigen; Elisabeth von Thüringen geweiht; Föderation Caritas Pirckheimer[2][16]
- Monastero di Santa Chiara di Carpi, Modena: Kirche Santa Chiara[17]
- Monastero Sacro Cuore – Suor Consolata Betrone, Moriondo Moncalieri, Turino:  Klarissen-Kapuzinerinnen OSCCap, gegr. 1938[18]
- Klarissenkloster Moggio Udinese, Friaul
- Convento di Santa Chiara di Nocera Inferiore, SA: Kirche Santa Chiara
- Monastero Santa Croce, Pignataro Maggiore, Caserta: Arme Schwestern seit 1983, gegr. 1732 Frati della riforma di S. Pietro d’Alcantara[19]
- Klarissenkloster Viterbo

### Kuba
Kuba
- Convento de Santa Clara, Ciudad de la Habana (Havanna): Kirche Santa Clara

### Namibia
Namibia
- Jesus, Mary, Joseph Monastery of the Poor Clares, Windhoek: Poor Clare Sisters; gegr. 1996; Kirche Jesus, Maria, Joseph

### Niederlande
Niederlande
- Klarissenkloster De Bron in Nimwegen, gegründet 1981
- Klarissenkloster Sint-Josephsberg in Megen, gegründet 1721

### Österreich
Österreich: Nach den Klosteraufhebungen durch Kaiser Joseph II. (1780–1782) gab es bis 1959 kein Klarissenkloster in Österreich. Heute gibt es nur wenige Niederlassungen.
- Klarissen-Anbetungskloster Wien-Margareten (15.): Klarissen von der Ewigen Anbetung, gegr. 1898; Erzdiözese Wien, Vik. Stadt; Kirche: Klarissen-Anbetungskirche (Eucharistische Anbetung)

weitere Niederlassungen:
- Schwestern der Hl. Klara: gegr. 1983 in Schruns, seit 2001 im ehem. Kapuzinerkloster Bregenz, sowie Frastanz[13]

### Osttimor
Osttimor
- Mosteiro de Santa Clara in Tunu Bibi, Gemeinde Bobonaro

### Polen
Polen
- Klarissenkloster Krakau in Krakau, Kleinpolen

### Portugal
Portugal
- Real Convento das Chagas de Cristo Conceição, Vila Viçosa, Évora: gegr. 1514[20]

### Schweiz
- Monastère Sainte Claire, Jongny, Kanton Waadt
- Clarisse di Santa Chiara, Cademario, Kanton Tessin

### Spanien
Spanien
- Convento Santa María de Jesús, Ávila: Madres Clarisas «Las Gordillas», gegr. 1971 (Gemeinschaft 1503); Santuario de Nuestra Señora de Sonsoles[21]
- Convento de Santa Clara de Briviesca, Burgos: Kirche Santa Clara
- Convento de Santa Clara [San Cristóbal de] La Laguna, Santa Cruz de Tenerife, Canares: Kirche San Juan Bautista
- Convento/Monasterio de Santa Clara, Medina de Pomar, Burgos: gegr. 1313, Madres Clarisas «Gordillas»[22]
- Convento de Santa Clara, Molina de Aragón, Guadalajara: Kirche Santa Clara[23]
- Convento de Nuestra Señora de Bretonera, in Belorado

### Tschechien
Tschechien
- Klarissenkloster Maria Immaculata Brünn/Klášter sester klarisek, Brno-Soběšice: deutsch/tschechisch, gegr. 1997 (von Paderborn, 1950–1989 Geheimgesellschaft, Rückkehr 1994)[24]
- Kloster St. Agnes von Prag Šternberk/Klášter sester klarisek-kapucínek: Klarissen-Kapuzinerinnen OSCCap, gegr. 1996[25]

## Ehemalige Klarissenklöster

### Deutschland
- Klarissenkloster Aachen (1616–1802)
- Klarissenkloster Ahlen (Westf.) (1978–1985)
- Klosterruine Bärbach, Schönborn, Rhein-Lahn-Kreis: 1334–1567
- Klarissenkloster Bamberg: 1341–1803
- Klarissenkloster Bocholt: 1898–2024[26]
- Celle (1401/10 –?)
- Chemnitz (1487 –?)
- Kloster Clarenberg, Dortmund-Hörde: 1339–1774, danach evangelisches bzw. katholisches Stift bis 1812
- Kloster Dietramszell: nach 1803 bis 1831, vorher (vor 1107 bis 1803) Augustiner-Chorherren (bis 14. Jahrhundert auch Chorfrauen), seit 1831 Salesianerinnen[27]
- Kloster St. Clara Dingolfing: 1975–2002, vorher 1853–1972 Franziskaner-Reformaten, seit 2002 Minoriten; Kirche Zur unbefleckten Empfängnis
- Dresden, gegenüber vom Franziskanerkloster (Dresden) „Regelhaus“, (1270–1539)
- Dresden-Klotzsche: seit 1920? – Vor 1928 Königsbrücker Landstr. 26, dann bis 1947 in der „Villa Odin“, später Heilig-Kreuz-Kapelle (heute Darwinstr. 19).[28]
- Klarissenkloster Düsseldorf (1871–2000)
- Clarissenkloster Einbeck: vor 1471–1582 erloschen, seither Privathaus
- Klarissenkloster Esslingen (1246–1536)
- Klarissenkloster Flein (1289/93–1302), Umzug nach Heilbronn
- Freiberg/Sa. (1236–?)
- Klarissenkloster Freiburg (1272–1782)
- Klarissenkloster Freiburg St. Clara (1490–1663)
- Hannover (1959–1998), seit dem 30. September 1998 polnische Karmelitinnen aus Reykjavík (siehe auch Maria Frieden (Hannover))
- Klarissenkloster Haselünne (1652–1811) Klarissen aus Holland/Oldenzaal
- Klarakloster Heilbronn: gegr. in Flein, 1301 übersiedelt, bis 1803/11; abgegangen, Mauerrest
- Heiligenberg/Jugenberg (um 1230–1413)
- Clarenkloster Herford (1468 –?)
- Kloster Hof (ca. 1287 –?, 1348–1564)
- Kloster Klarenthal bei Wiesbaden: ~1265–1559, säkularisiert
- Köln, Klarissenkloster Sankt Clara (am Römerturm/Parfusenhof): spätestens 1304–1802; inklusive Kirche St. Klara abgerissen
- Köln, Kloster am Filzengraben/Neumarkt (1637–ca. 1800)
- Köln, Kloster Maria im Tempel/Glockengasse (1607–1802)
- Köln, Kloster zu den Hll. Schutzengeln/Schildergasse (1578–1798/1802)
- Köln, Kloster St. Maria in Bethlehem / in der Nähe Rechtsschule (1479–1802)
- Klarissenkloster Köln-Kalk: 1918–2013; Föderation Caritas Pirckheimer[29]
- Kloster Marienkron (Mariendalen) Mainz: vor 1230–1251, dann als Zisterzienserinnen, gegr. um 1145?; 1793 von Franzosen weitgehend zerstört, 1802 aufgehoben, abgegangen
- Klarissenkloster Mainz (Armklara): 1619–1789/90 unter napoleonischer Herrschaft, vorher ~1330–~1574 Antoniter; verblieben ist Antoniterkapelle
- Klarissenkloster St. Klara, Mainz (Reichklara): ~1272–1781, heute Naturhistorisches Museum
- Klarissenkloster Rotenburg-Lispenhausen (Klarissen-Kapuzinerinnen), 1978–?, seit Oktober 2009 Schwestern der hl. Maria Magdalena Postel
- Kloster St. Jakob am Anger, München: ~1284–1804, vorher seit 1240 Franziskaner, seit 1843 Arme Schulschwestern
- Klarissenkloster Münster, Stubengasse: 1617–1811; Scharnhorststraße: 1864–2001, beide Häuser existieren nicht mehr; Reste der kleinen Klosterkirche in der Stubengasse wurden 1999 ausgegraben
- Altes und Neues Klarissenkloster Neuss: gegr. 1283, 1716 übersiedelt, 1802 aufgehoben, Anf. 19. Jh. abgerissen
- Klarissenkloster St. Klara (Nürnberg): 1276–1574, vorher seit 1240 Reuerinnen, 1574 säkularisiert
- Nürnberg, St. Magdalena (1274 –?)
- Osnabrück (1631 –?)
- Klarissenkloster Paderborn (1628–1833), Neugründung aus Münster (1921–2014), seit 2014 verlegt in den Klarissenkonvent Salzkotten
- Paradies/Konstanz (um 1250–nach 1257)
- Klarissenkloster Pfullingen (1252– ~1590)
- Kloster Sankt Maria Magdalena Regensburg:1286–1810, vorher ~1233–? Reuerinnen, abgebrannt
- Kapuzinerkloster Regensburg: 1811–1974, vorher 1613–1810 Kapuziner; heute Ostkirchliches Institut Regensburg/städtische Verwaltung; Kirche St. Matthias rum.-orth.
- Klarissenkloster Ribnitz, Ribnitz-Damgarten: 1325–1586, danach evangelisches Stift bis 1918
- Säckingen (1608–1749)
- Kloster Seußlitz bei Meißen: (1268–1541)
- St.-Klara-Kloster Speyer (1299–1799)
- Kloster Söflingen, Ulm-Söflingen: 1258–1803; Kirche Mariä Himmelfahrt heute Pfarrkirche
- Stendal, St. Annen (1464–1540)
- Strehla (1314 –?)
- Trier (1453–1802), vorher Magdalenerinnen (1227–1802), seit 1894 „Weiße Väter“
- Klarissenkloster Trier auf dem Petrisberg: seit 1920, 2017 aufgegeben, Übersiedlung der letzten Nonnen nach Mainz[30]
- Ulm, „Klarissenkloster auf dem Gries“ (1235–vor 1253)
- Klarissenkloster Viehhausen (1852–1975), danach Serviten (1978–1989)
- Villingen, „Bickenkloster“ (1479–1782) danach Ursulinenkloster mit Schule
- Vreden (1651–1811) Klarissen aus Oldenzaal NL
- Klarissenkonvent in der Eremitage in Wilnsdorf-Niederdielfen (Siegerland, 1953–2014), Föderation Caritas Pirckheimer
- Klarissenkloster Weißenfels (1284–1540), danach Frauenstift
- Kloster Wittichen, Kinzigtal bei Schenkenzell/Schwarzwald: 1376–1803, vorher seit 1324?, säkularisiert
- Agnetenkloster Würzburg: ~1250–1560, aufgehoben, danach 1567–1773 Jesuiten
- Zittau (1318 –?)
- Zwickau (1290–nach 1492)

### Frankreich
- Kloster Alspach bei Kaysersberg, Elsass: 12. Jh.–1789/90
- Abtei La Guiche, Chouzy-sur-Cisse bei Blois: 1273–1791, verfallen, Reste privat, M.H.inv.supp.
- Abbaye de Montigny-lès-Vesoul, 1286 gegründet, im 18. Jahrhundert wiederaufgebaut
- Couvent des Cordelières, Paris: 1256/89–1790, in der Revolution zerstört
- Abbaye royale de Longchamp, Paris: 1256/89–1789/90 in der Revolution; Kirche Église Sainte-Claire-de-l’Oursine/Lourcine, später Hospital, 1973 abgerissen

### Italien
- Monastero di Santa Chiara delle Clarisse, Napoli (Neapel), Campania: ~1310/40–?; Basilika Santa Chiara
- Monastero di Santa Chiara di San Miniato, Pisa, Toskana: 1226–1785, in Konservatorium umgewandelt, heute Lehranstalt;[31]

### Österreich
- Klarissenkloster Dürnstein, Dürnstein/Wachau, Niederösterreich: 1289–1571[32]
- Klarissenkloster Maria, Mutter der Kirche Maria Enzersdorf/Gebirge, Niederösterreich: 1959–2017; Föderation Caritas Pirckheimer; Ezdiöz. Wien, Vik. u.d.Manhartsberg, Dek. Mödling, Pf. Maria-Enzersdorf am Gebirge; Kapelle Maria, Mutter der Kirche[33]
- Klarissenkloster Zu den Allerheiligen im Paradies Graz, Steiermark: 1602–1782, 1784 abgerissen[34]
- Kloster St. Sebastian Hall in Tirol: 1720 (aus Brixen)–1782, dann Kaserne, 1830 Nervenheilanstalt
- Klarissenkloster Pupping: 1968 (aus Senden), 1998 wieder aufgegeben (Kloster war und ist Franziskanerkloster)
- Klarissenkloster Valduna bei Rankweil, Vorarlberg: 1399–1782, heute Landeskrankenhaus
- Kloster St. Maria, Königin der Engel, Königinkloster Wien-Innere Stadt (Josefsplatz): 1580–1781; umgebaut, heute Palais Pallavicini, Pálffy, Lutherische und Reformierte Stadtkirche
- Klarissenkloster St. Clara, Wien-Innere Stadt (Lobkowitzplatz): 1302 (aus Prag)-1530; dann Bürgerspital[35]

### Portugal
Die meisten Klöster Portugals wurden 1834 aufgehoben, aber oft noch bis zum Ableben der letzten Nonnen in Betrieb gehalten.
- Convento de Santa Clara de Bragança, Bragança: 1569/98–1879; Klarissenkirche Nossa Senhora das Graças erhalten[37]
- Convento de Nossa Senhora da Assunção de Bragança, Bragança: Urbanistas OSClUrb, 1569–1870[38]
- Mosteiro de Santa Clara-a-Velha/Santa Clara de Coimbra, Coimbra: 1286–1677, heute Schauruine
- Convento de Santa Clara, São Salvador, Santarém, Santarém: 1259–1902; Klosteranlage verloren, Kirche Santa Clara in Funktion
- Convento de Santa Clara, Vila do Conde, Porto: 1318–1892, dann Lehranstalt, heute touristisch, Kirche Santa Clara

### Schweiz
- Kloster St. Clara Basel BS: bis 1274 Sackbrüder, 1279–1529; Kirche St. Clara heute kath. Pfarrkirche
- Klarissenkloster Königsfelden: ~1308–1528, inkl. Kirche (Grabeskirche der ersten Habsburger, Patrozinium unbek.) säkularisiert, heute Museum Aargau und Klinik
- Kloster St. Klara, Bremgarten AG: 1377–1798, mit Kapelle St. Klara heute musealer Kirchenbezirk
- Kloster Paradies, Schlatt TG: um 1250–1834

### Schweden
- Sankta Klara kloster, Stockholm: 1289–1527,  S:ta Klara kyrka besteht

### Spanien
- Reial monestir de Santa Maria de Pedralbes (~1326–?)

### Tschechien
Die frühen Klöster wurden allesamt 1782 (Josephinismus) aufgehoben. Neugründung 1914, 1950 von den Kommunisten aufgehoben
- Klarissenkloster Brno (Brünn): bis 1782
- Klarissenkloster Český Krumlov/Böhmisch Krumau, Jihočeský/Südböhmen: 1361[40]−1782; mit den Minoriten gemeinsam genutzte Klosterkirche Leib Christi und Maria Schmerzensmutter; UNESCO-Welterbe[41]
- Klarissenkloster Cheb/Eger, Karlovy Vary/Karlsbader Region: 1256/1273–1782; Kirche St. Klara säkularisiert, Galerie[42]
- Klarissenkloster Litoměřice: 1914 (von Holland aus)–1950
- Kloster St. Klara Olomouc/Olmütz, Olomoucký/Olmütz: ca. 1240–1782, heute UNESCO-Welterbe, Heimatkunde-Museum[43]
- Klarissenkloster Opava: bis 1782
- Kloster St. Klara Panenský Týnec, Louny, Ústí: 1280–1782 (Sterbekloster der Agnes); Klosterkirche Hl. Dreifaltigkeit 1722 abgebrannt, Ruine, dann Pfarrkirche St. Georg Klarissenkirche
- Kloster St. Agnes, Praha/Prag: gegr. 1233 von der hl. Agnes, 1. Klarissenkloster im Hl. Römischen Reich, bis 1782; Kirche St. Agnes besteht
- Clarissinnenkloster Znojmo/Znaim: 1271–1781/82, Kirche war Mariä Himmelfahrt in der Znaimer Burg